# Ron Tichenor
Ron Tichenor   (Palm Harbor, 1970) conegut com a Ronnie Tichenor, és un antic pilot professional de motocròs nord-americà. Va competir als Campionats AMA entre el 1986 i el 1997 i en va guanyar un títol de supercross de 125cc el 1987. A banda, els anys 1993 i 1994 va guanyar dos Campionats del Japó de 250cc consecutius.

## Palmarès
Títols per any
| Any  | Equip   | Campionat          | Classe       |
| ---- | ------- | ------------------ | ------------ |
| 1987 | Suzuki  | AMA Supercross     | 125cc (East) |
|      |         |                    |              |
| 1993 | Suzuki? | Campionat del Japó | 250cc        |
| 1994 | Suzuki? | Campionat del Japó | 250cc        |